# Spolni kromosom
Spolni kromosomi (također alosomi, heterotipski kromosomi, gonosomi, heterokromosomi ili idiokromosomi) kromosomi su koji nose gene odgovorne za određivanje spola jedinke. Ljudski spolni kromosomi tipični su za parove alosoma sisavaca. Razlikuju se od autosoma po obliku, veličini i ponašanju. Dok se autosomi pojavljuju u homolognim parovima čiji članovi imaju isti oblik u diploidnoj stanici, članovi alosomskog para mogu se međusobno razlikovati.
Nettie Stevens i Edmund Beecher Wilson zasebno su otkrili spolne kromosome 1905. godine. Međutim, Stevens se pridaju zasluge za njihovo otkriće zbog toga što ga je postigla ranije od Wilsona.